# Torwarthandschuh

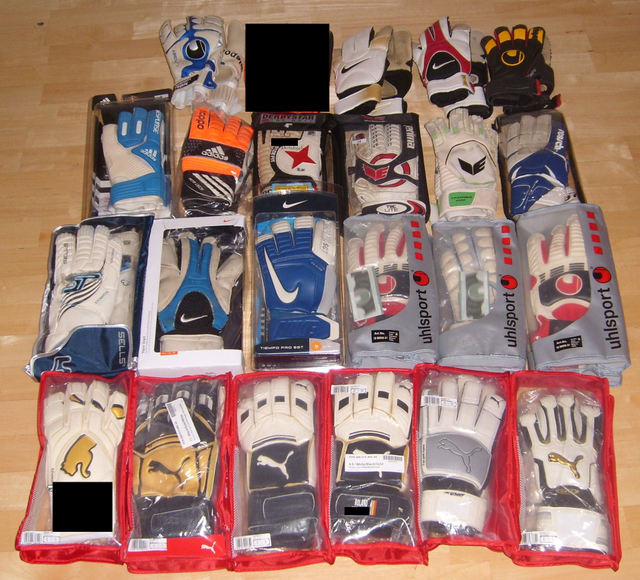
Torwarthandschuhe, verschiedene Modelle

Torwarthandschuhe sind speziell für den Einsatzzweck des (Fußball)-Torwarts entwickelte Handschuhe. Auch in anderen Ballsportarten, wie beispielsweise im Hockey, werden vom Torhüter spezielle Handschuhe getragen. Zweck der Torwarthandschuhe ist es neben dem Schutz der Hände und Handknochen bei Abwehr und Fangen des Balls eine stärkere Haftreibung zwischen Ball und Händen zu erzielen, um ein Entgleiten des Balls zu verhindern.

## Fußball

### Geschichte
Schon 1885 meldete der Brite William Sykes einen Handschuh für Torhüter beim Kaiserlichen Patentamt in Berlin an. Doch es war der Argentinier Amadeo Carrizo, der in den 1940er Jahren erstmals Torwarthandschuhe benutzte. Durchsetzen konnte sich der Handschuh jedoch erst ab 1970, nachdem Gordon Banks bei der Fußball-Weltmeisterschaft 1970 in Mexiko das Experiment wagte und in allen Spielen eigens gefertigte Handschuhe trug. Bis dahin spielten viele Torhüter (auch in der Fußball-Bundesliga) noch ohne bzw. mit einfachen Schutzhandschuhen. In Deutschland brachte Nationaltorhüter Wolfgang Fahrian 1966 als Erster Torwarthandschuhe in den Handel – aus Gummi. Der Belag war derselbe wie der von Tischtennisschlägern („Speckbrett“).
Die Entwicklung der derzeitigen Torwarthandschuhe begann in den 1970er Jahren. In Zusammenarbeit mit Sepp Maier und der Firma Reusch wurden die ersten sogenannten Soft-Grip-Torwarthandschuhe entwickelt, wodurch aus den einfachen Schutzhandschuhen nun echte Fanghilfen für den Torhüter wurden. Sie entstanden aus einer Weiterentwicklung von medizinischen Gummihandschuhen. 
Seit Ende der 1990er Jahre stellen neben den bisher marktbeherrschenden Firmen auch Hersteller von Teambekleidungen (wie zum Beispiel Nike, Reebok oder Puma) Torwarthandschuhe her.

### Materialien

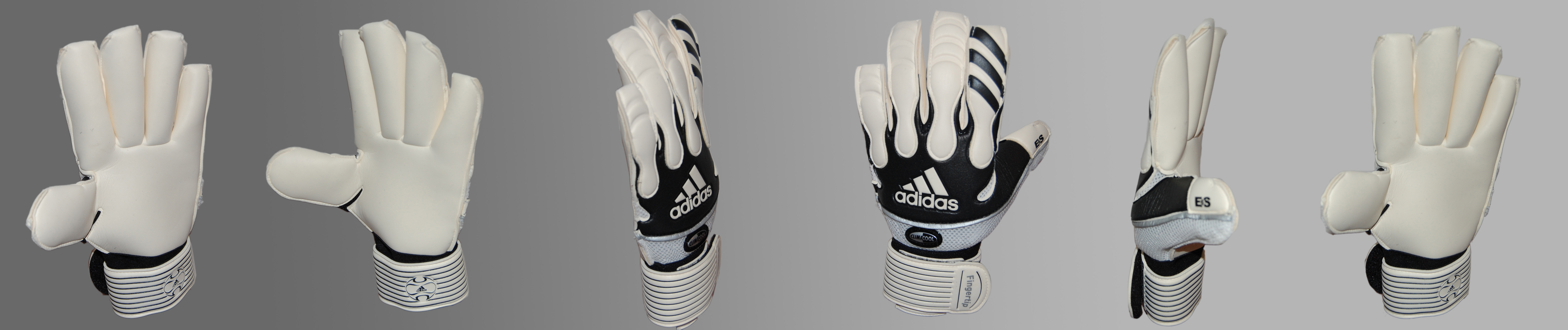
Torwarthandschuhe von Adidas (Rundumansicht)

#### Haftschaum
Die Handschuhinnenfläche moderner Torwarthandschuhe besteht aus speziellem Haftschaum, einem Gemisch aus natürlichem Latex und synthetischem Latex sowie weiteren Komponenten. Meistens sind diese Innenhandbeläge 2–4 mm dick und weisen eine zusätzliche Kaschierung auf, welche die Dämpfung verbessern soll. Weichere Haftschäume zeichnen sich durch eine bessere Haftung aus, nutzen sich jedoch gerade auf harten Plätzen (Ascheplätzen oder älteren Kunstrasenplätzen) schnell ab. Aus diesem Grund haben die Hersteller Handschuhmodelle mit verschiedenen Haftschäumen in ihren Kollektionen, die z. B. durch den Einsatz von Graphitpartikeln haltbarer gemacht wurden. Die erhöhte Abriebfestigkeit geht dabei jedoch mit einem Verlust an Grip einher. Zusätzlich bieten einige Hersteller spezielle Haftschäume für Regen und nasse Platzverhältnisse an (z. B. A2 Aqua Tech von Reusch).
Generell empfiehlt es sich, die Handschuhinnenfläche vor Gebrauch anzufeuchten und zu säubern. Dadurch können Abnutzungserscheinungen verringert und der Grip optimiert werden. Daher ist häufig zu beobachten, dass Torhüter in ihre Handschuhe hineinspucken.

#### Oberhand und Verschluss
Bei hochwertigen Torwarthandschuhen besteht die Oberhand üblicherweise ebenfalls aus Latex, bei günstigeren Modellen wird oft PVC eingesetzt. Das Material wird auf einem luftdurchlässigen Textil-Netzgewebe (Mesh) angebracht, das eine ausreichende Luftzirkulation innerhalb des Handschuhs sicherstellt. Bei vielen Modellen kommen darüber hinaus spezielle, flexible Elemente im Bereich der Finger und Handknöchel zum Einsatz, die den Torwart beim Fausten des Balles unterstützen sollen (z. B. Punching Zone bei Adidas).
Üblicherweise verfügen die Torwarthandschuhe über einen Klettverschluss, je nach Handschuhmodell kommen dabei Bandagen z. B. aus Textil oder Neopren zum Einsatz, die das Handgelenk teilweise oder komplett umschließen.

### Schnittformen
Bei Torwarthandschuhen gibt es drei überwiegend verwendete Schnittformen, die sich in der Art unterscheiden, wie der Haftschaum mit dem Material der Oberhand vernäht wird:
- Außennaht: Bei dieser traditionellen Schnittform wird der Haftschaum von außen mit den sogenannten Schichteln (seitliche Bereiche der einzelnen Finger) vernäht, sodass die Naht beim Blick auf die Fangfläche sichtbar ist. Ein Vorteil des Außennahtschnitts ist die große Fangfläche, jedoch sitzt der Handschuh dadurch an den Fingern relativ locker. Die Schnittform ist auch als Positivschnitt, Contact Maximizer oder Expanse Cut bekannt.
- Innennaht: Bei einem Innennahtschnitt wird der Haftschaum auf der Innenseite des Handschuhs mit den Schichteln vernäht. Auf diese Weise kommt die Naht beim Fangen nicht mehr in direkten Kontakt mit dem Ball. Gegenüber dem klassischen Außennahtschnitt weist ein Innennahthandschuh eine kleinere Fangfläche auf, gleichzeitig sitzt der Handschuh an den Fingern enger, was das Ballgefühl des Torhüters verbessern kann. Die Schnittform ist auch als Negativschnitt, Inseam Cut oder Surround Cut bekannt.
- Rollfinger: Bei diesem, insbesondere in Großbritannien weit verbreiteten, Schnitt wird auf die Schichtel verzichtet. Stattdessen wird der Haftschaum um den Finger herumgerollt und direkt mit dem Obermaterial vernäht, wodurch es auf der Fangfläche keine Naht mehr gibt. Der Rollfingerschnitt führt ebenfalls zu einem engen Sitz des Handschuhs, bei einer kleineren Fangfläche als beim Außennahtschnitt. Die Schnittform wird auch als Rolled Cut oder Gunn Cut bezeichnet.

Bei neueren Handschuhmodellen werden immer häufiger auch Kombinationen der verschiedenen Schnittformen eingesetzt, wodurch sich die Vorteile der jeweiligen Schnitte ergänzen sollen.

### Fingerschutz
Nahezu alle Hersteller bieten auch Torwarthandschuhe mit Protektionsstäben in der Oberhand an. Diese Elemente sollen die Verletzungsgefahr reduzieren, indem sie die Finger stabilisieren und ein Überstrecken bzw. Umknicken nach hinten verhindern. Ein Nachteil aller Fingerschutzsysteme ist, dass die Beweglichkeit der Finger eingeschränkt wird, was sich beim Fangen und Fausten des Balles negativ auswirken kann. Aus diesem Grund verwenden die meisten Profitorhüter keinen Fingerschutz, sofern keine Verletzungen vorliegen. Eine hohe Flexibilität für den Träger bieten daher Handschuhe, bei denen die Protektoren bei Bedarf entfernt werden können.
Die einzelnen Hersteller verwenden sehr ähnliche Varianten dieser Technologie, führen diese jedoch unter individuellen Markennamen. Beispiele dafür sind Fingersave (Adidas), OrthoTec (Reusch), Supportframe bzw. Bionikframe (Uhlsport) oder Spyne (Nike).